# Espoir 2000
 (avril 2024).
La mise en forme du texte ne suit pas les recommandations de Wikipédia : il faut le « wikifier ».
Les points d'amélioration suivants sont les cas les plus fréquents. Le détail des points à revoir est peut-être précisé sur la page de discussion.
- Les titres sont pré-formatés par le logiciel. Ils ne sont ni en capitales, ni en gras.
- Le texte ne doit pas être écrit en capitales (les noms de famille non plus), ni en gras, ni en italique, ni en « petit »…
- Le gras n'est utilisé que pour surligner le titre de l'article dans l'introduction, une seule fois.
- L'italique est rarement utilisé : mots en langue étrangère, titres d'œuvres, noms de bateaux, etc.
- Les citations ne sont pas en italique mais en corps de texte normal. Elles sont entourées par des guillemets français : « et ».
- Les listes à puces sont à éviter, des paragraphes rédigés étant largement préférés. Les tableaux sont à réserver à la présentation de données structurées (résultats, etc.).
- Les appels de note de bas de page (petits chiffres en exposant, introduits par l'outil «  Source ») sont à placer entre la fin de phrase et le point final[comme ça].
- Les liens internes (vers d'autres articles de Wikipédia) sont à choisir avec parcimonie. Créez des liens vers des articles approfondissant le sujet. Les termes génériques sans rapport avec le sujet sont à éviter, ainsi que les répétitions de liens vers un même terme.
- Les liens externes sont à placer uniquement dans une section « Liens externes », à la fin de l'article. Ces liens sont à choisir avec parcimonie suivant les règles définies. Si un lien sert de source à l'article, son insertion dans le texte est à faire par les notes de bas de page.
- La présentation des références doit suivre les conventions bibliographiques. Il est recommandé d'utiliser les modèles {{Ouvrage}}, {{Chapitre}}, {{Article}}, {{Lien web}} et/ou {{Bibliographie}}. Le mode d'édition visuel peut mettre en forme automatiquement les références.
- Insérer une infobox (cadre d'informations à droite) n'est pas obligatoire pour parachever la mise en page.

Pour une aide détaillée, merci de consulter Aide:Wikification.
Si vous pensez que ces points ont été résolus, vous pouvez retirer ce bandeau et améliorer la mise en forme d'un autre article.
Espoir 2000 est un groupe ivoirien de zouglou composé du duo Pat Sako lead vocal, et Valéry.

## Historique
Le groupe Espoir 2000 se forme en 1995 et est constitué à l'origine de trois hommes originaire de la commune de Koumassi (quartier de la périphérie sud d'Abidjan).
Ce n'est qu'en 1997 que Hugues Patrick Ossohou dit Pat Saco, Valéry Théa Doubo dit Valdez et Alexis Didier Goly dit Shura connaissent le succès avec leur premier album Eléphant d'Afrique. Un an plus tard, ils rebissent avec Série C dont les ventes se chiffrent à plus de 213 000 exemplaires.
Début des années 2000, le trio se réduit à un duo avec le départ de Shura. L'album 4eme mandat est le dernier où il apparait.
La crise ivoirienne met une pause à leur carrière, et le duo revient sur le devant de la scène avec l'album Gloire à Dieu qui contient notamment les célèbres titres Abidjan Farot ou encore Calculeuses.
En 2009, ils collaborent sur l'album Africa du collectif Bisso Na Bisso avec le titre Electrochoc.
En 2014, ils sortent Génération consciente.
Après 10 ans d'absence, le groupe annonce son retour avec un nouvel album : Tableau blanc disponible en novembre 2024.
Le 12 octobre 2024, alors que leurs fans attendent leur nouvel opus, Valéry décède en France des suites d'un cancer du sang. L'artiste se battait depuis plusieurs années contre la maladie ce qui avait maintenu le groupe loin des studios.

## Style musical
Espoir 2000 est reconnu pour aborder des sujets et phénomènes de société ivoiriens ou plus largement africains sur un rythme zouglou. Dénonçant notamment les comportements des femmes, ils sont parfois jugés misogynes.

## Discographie

### Album
- 1997 : Éléphant d'Afrique
- 1998 : Série C
- 1999 : Le bilan
- 2001 : 4e mandat
- 2007 : Gloire à Dieu
- 2014 : Génération consciente
- 2024 : Tableau blanc

### Collaborations
- 2009 : Electrochoc (Bisso Na Bisso)